# Boeselager

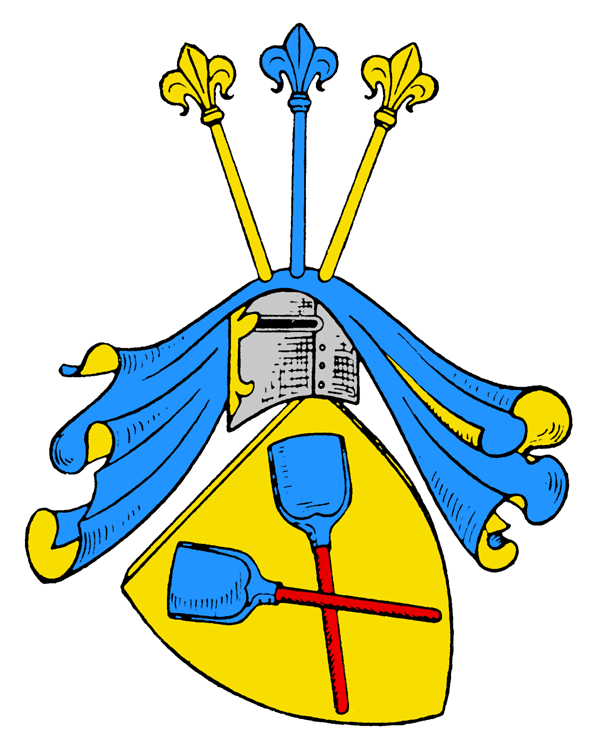
Wappen derer von Boeselager

Boeselager, auch Böselager, ist der Name eines westfälisch-rheinischen katholischen Adelsgeschlechts, das ursprünglich aus dem Erzstift Magdeburg stammt.

## Geschichte
In einer Landfriedensurkunde des Erzbischofs Dietrich von Magdeburg vom 12. April 1363 wurde das Geschlecht erstmals urkundlich erwähnt. Sie nennt den Boseleger mit dren buren zu Stemmern bei Magdeburg als erzstiftlich. In der ersten Hälfte des 15. Jahrhunderts beginnt mit Henning Boseleger, Lehnsträger eines Rittergutes zu Wolmirsleben, im Jahr 1466 die ununterbrochene Stammreihe.
Nachdem seine Nachkommen auf dem Ritterhof noch bis 1562 saßen, begründeten sie in den folgenden Jahren zwei Linien in der Grafschaft Mansfeld. Eine Linie nahm das Rittergut Meisberg, die andere das Gut Quenstedt in Besitz. Beide gehörten zur Ritterschaft der Mansfelder Grafen. Eine weitere Linie fand im friesischen Jeverland eine neue Heimat. Diese Linie erlangte großen Einfluss und reiche Besitztümer und breitete sich im Laufe der Zeit immer weiter aus. So konnte sie unter anderem um 1600 Honeburg bei Osnabrück, 1654 Eggermühlen und 1672 Grumsmühlen (heute ein Ortsteil der Gemeinde Langen) erwerben. 
Weiter nach Süden ziehend, kauften Angehörige des Geschlechts 1682 das Gut Haus Nehlen in Welver-Berwicke und 1754 das Schloss Höllinghofen in Arnsberg-Voßwinkel und erlangten in den nächsten Jahren auch noch die Herrschaft Heessen mit dem Schloss Heessen sowie die Rittergüter Wolfsberg, Dahl, Kurl und Middelburg in Westfalen. Im 19. Jahrhundert kamen noch die Rittergüter Peppenhoven, Heimerzheim (heute Teil der Gemeinde Swisttal) mit der Burg Heimerzheim und dem ehemaligen Kloster Schillingscapellen, der vormalige Belderbuscher Hof (dann Boeselager Hof, 1943/44 zerstört) in Bonn, die Burg Kreuzberg und Selikum (heute ein Ortsteil der Gemeinde Neuss) im Rheinland dazu. 

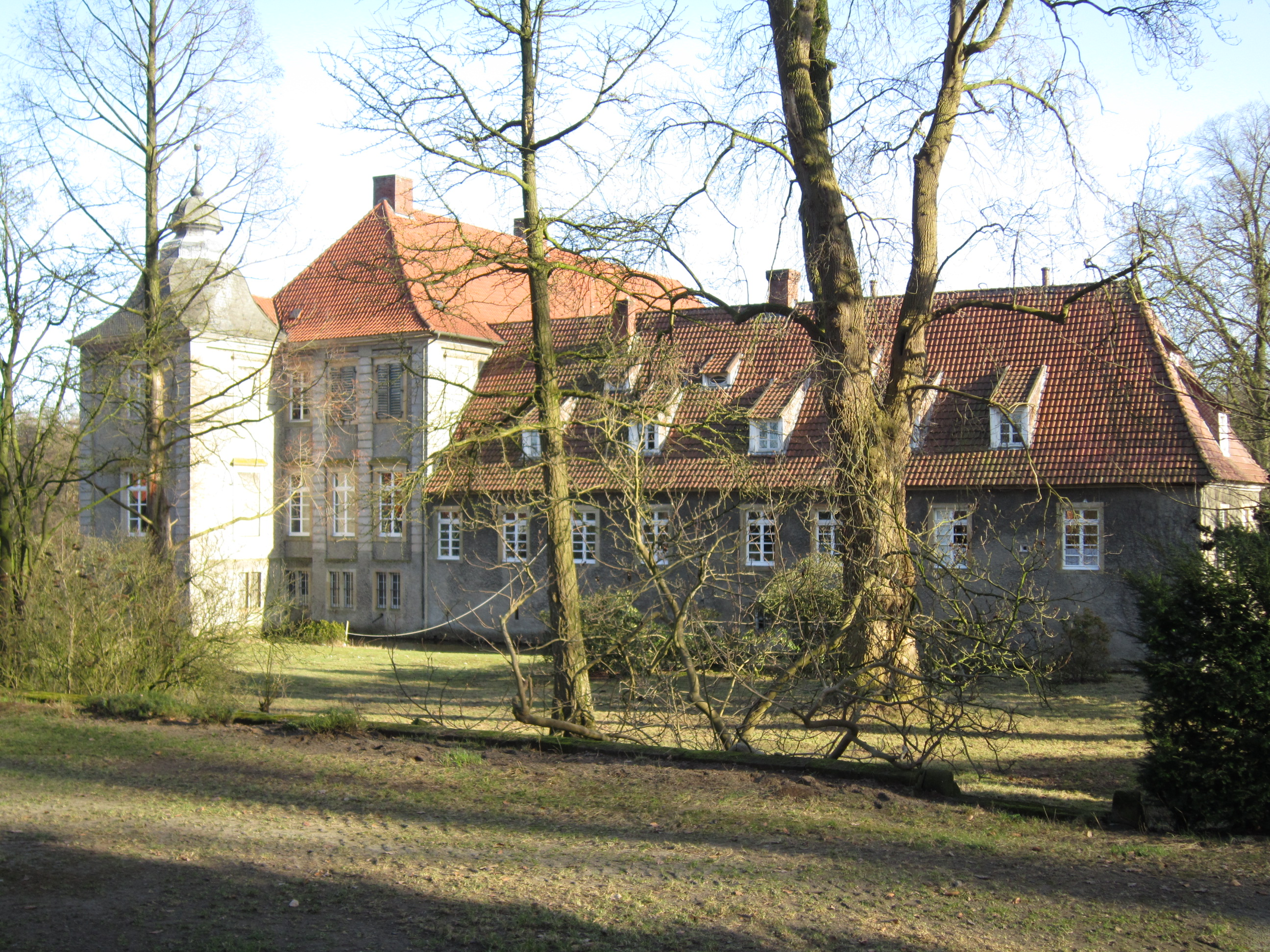
Schloss Eggermühlen
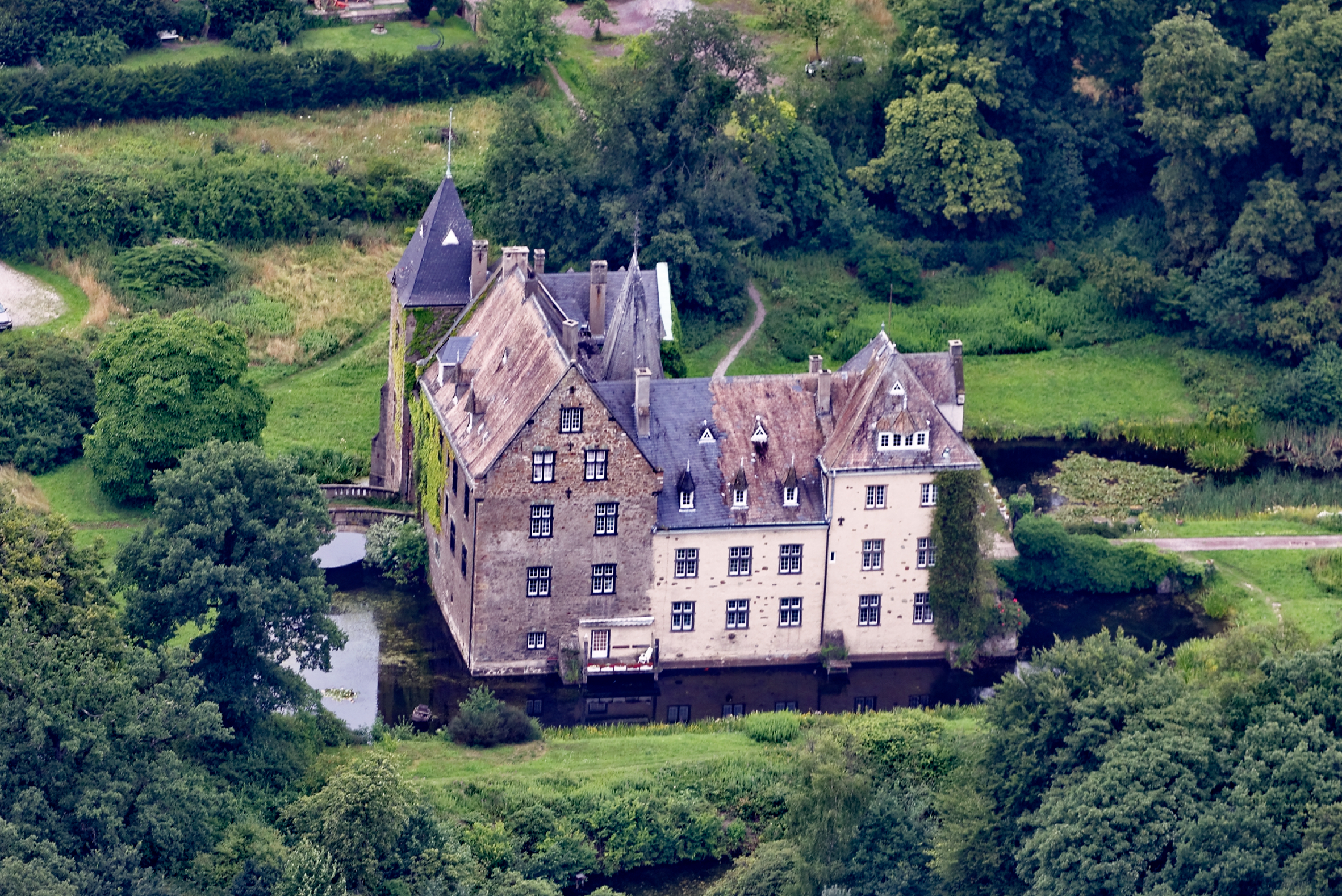
Schloss Höllinghofen
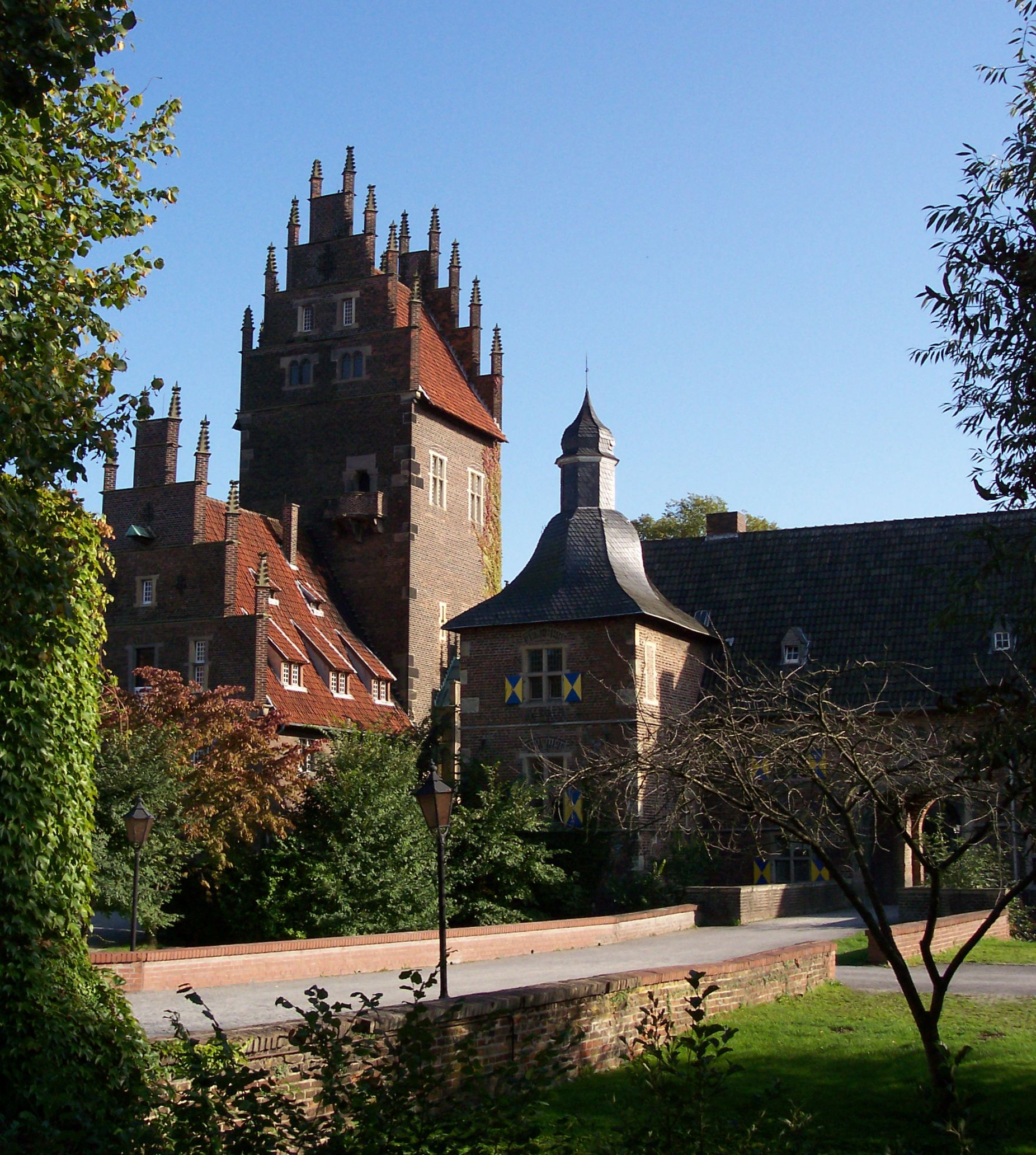
Schloss Heessen
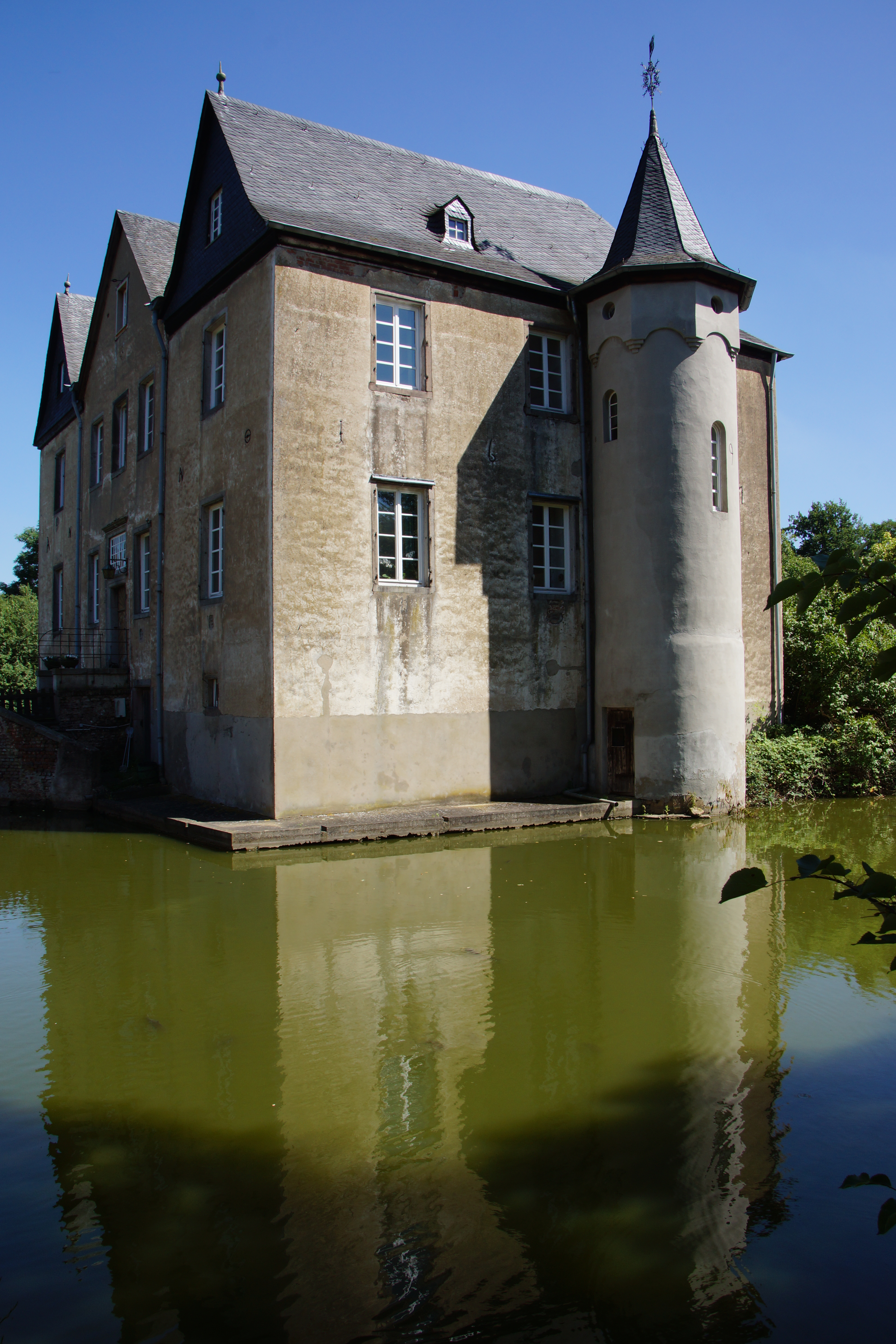
Burg Peppenhoven
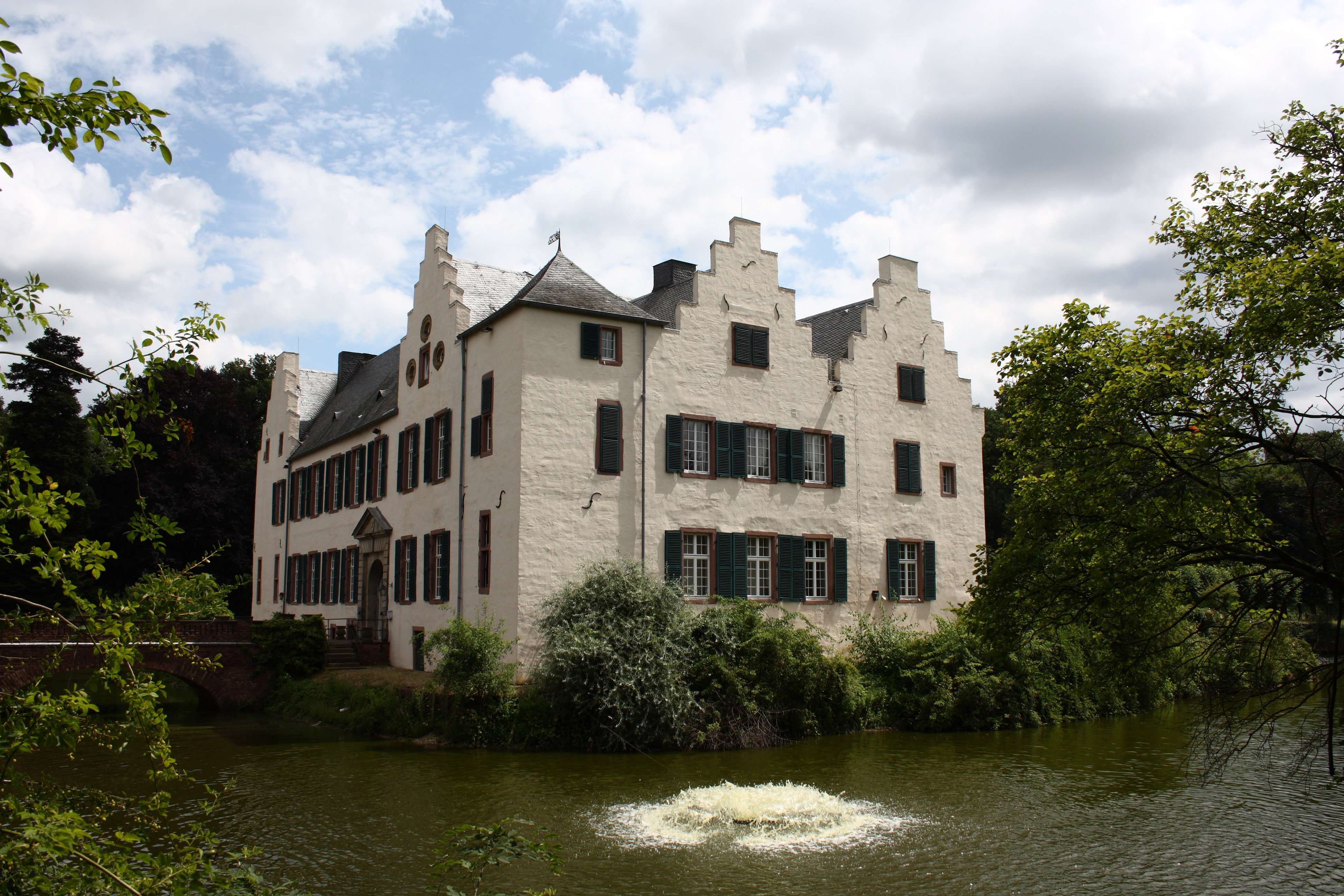
Burg Heimerzheim
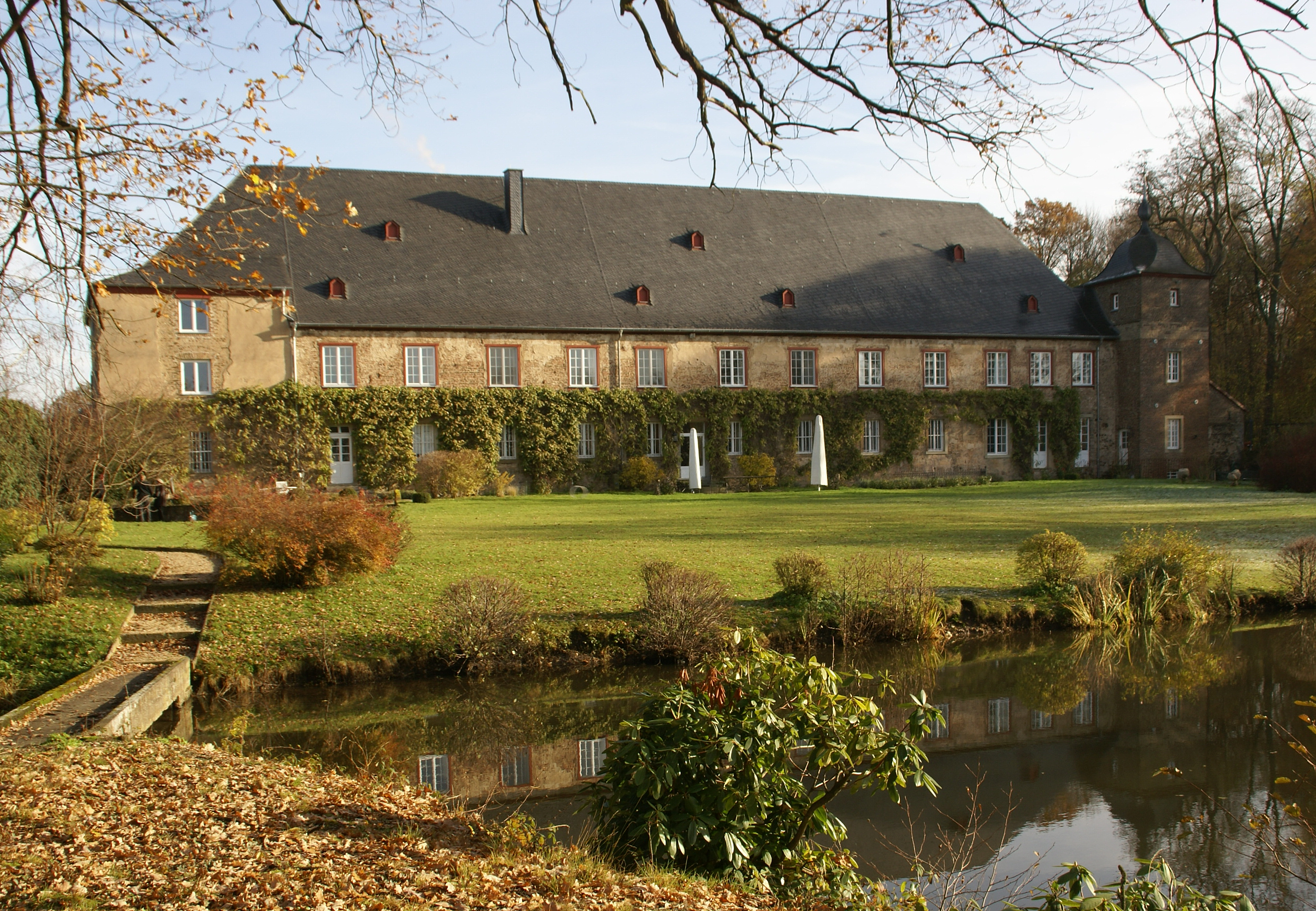
Gut Schillingscapellen
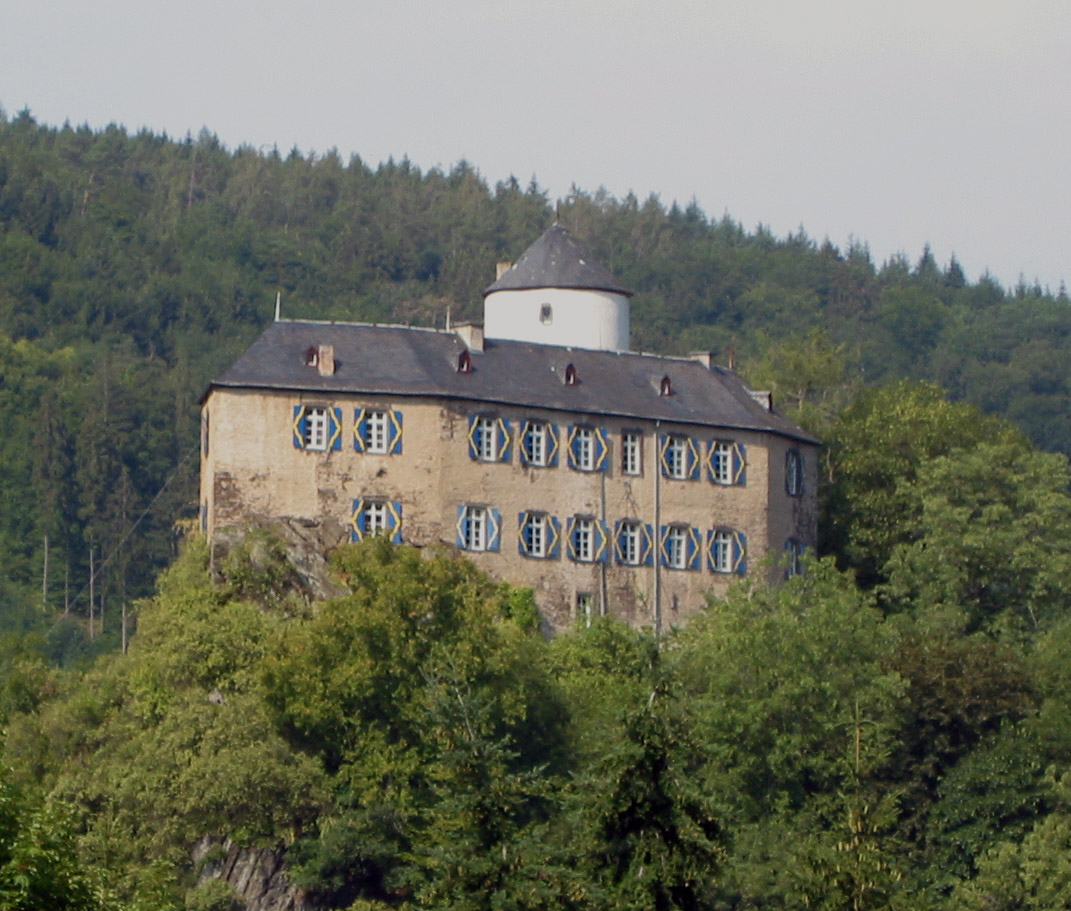
Burg Kreuzberg

Drei im 17. Jahrhundert neu gegründete Linien, deren Mitglieder verschiedenen westfälisch-rheinischen Ritterschaften angehörten, trugen daraufhin den Freiherrentitel gewohnheitsrechtlich. Die älteste dieser Linien, die Honeburger, erlosch allerdings schon im Jahre 1793. Eine königlich preußische Bestätigung des Freiherrenstandes erhielten die Angehörigen der Linie Heessen (heute ein Stadtteil der Stadt Hamm) am 20. Dezember 1823, die Angehörigen der Linie Eggermühlen trugen den Freiherrentitel nach Gewohnheitsrecht. 
1956 nahm ein Zweig durch Adoption den Namen Freiherr von Salis-Soglio (auf Schloss Gemünden im Hunsrück) an (adelsrechtliche Nichtbeanstandung der Adoption Boeselager/Salis durch Beschluss des Deutschen Adelsrechtsausschusses von 1956, mit einem gemehrten Wappen).

## Wappen
Das Wappen zeigt in Gold zwei gekreuzte blaue Schaufeln mit roten Stielen. Auf dem Helm mit blau-goldener Helmdecke befinden sich drei Lilienstäbe mit der Farbfolge gold-blau-gold. 
Wappenspruch: „Et si omnes, ego non.“

## Bekannte Namensträger
- Joachim von Boeselager (1608–1668), Diplomat
- Henrich von Böselager († 4. Dezember 1693), Komtur der Kommende Malenburg des Deutschen Ordens (1692/93)
- Caspar II. von Böselager-Honeburg (1687–1758), Abt von Corvey (1737–1758)
- Friedrich Wilhelm Nikolaus Anton von Boeselager (1713–1782), Dompropst in Münster
- Friedrich Christoph von Boeselager (1716–1791), Domherr in Münster und Hildesheim
- Ferdinand Goswin von Boeselager (1746–1810), Domherr in Münster und Domkantor in Osnabrück
- Maximilian Anton von Boeselager (1775–1821), 1811 Maire (Bürgermeister), 1813–1821 Stadtdirektor in Münster
- Friedrich Wilhelm von Boeselager (1778–1851), Domherr in Münster und Osnabrück
- Kaspar Anton von Boeselager (1779–1825), Domherr in Münster
- Friedrich Ferdinand von Boeselager (1781–1863), Domherr in Münster
- Karl von Boeselager (1848–1890), Jesuitenpater und Professor der Geschichte an der Universität von Bombay
- Ada von Boeselager (Adele von Boeselager; 1905–1973), Kunstmalerin und Schriftstellerin
- Clemens Freiherr von Boeselager (1907–1981), deutscher CDU-Politiker
- Hermann-Josef Freiherr von Boeselager (1913–1963), deutscher CDU-Politiker
- Georg Freiherr von Boeselager (1915–1944), deutscher Offizier und Widerstandskämpfer gegen den Nationalsozialismus
- Philipp Freiherr von Boeselager (1917–2008), deutscher Offizier und Widerstandskämpfer gegen den Nationalsozialismus
- Wolfhard Freiherr von Boeselager (* 1936), deutscher Unternehmer, Land-, Forst- und Immobilienbesitzer
- Csilla Freifrau von Boeselager (1941–1994), Dame des Malteserordens, Gründerin der „Csilla von Boeselager Stiftung Osteuropa-Hilfe e. V.“, „Engel von Budapest“
- Dela von Boeselager (* 1942), deutsche Archäologin, Kunstwissenschaftlerin und Autorin
- Ilka von Boeselager (* 1944), deutsche CDU-Politikerin und Landtagsabgeordnete
- Albrecht Freiherr von Boeselager (* 1949), Mitglied der Ordensregierung des Malteserordens
- Georg Freiherr von Boeselager (* 28. April 1951 in Kreuzberg), Aufsichtsratsvorsitzender Merck Finck & Co
- Katalin Pitti von Boeselager (* 1951), ungarische Opernsängerin im Stimmfach Sopran
- Matern Boeselager (* 1986), Editorial Video Lead DACH at VICE Media
- Damian Hieronymus Johannes Freiherr von Boeselager (* 1988), deutscher Unternehmensberater, Journalist und Politiker (Volt Europa), Mitglied des Europaparlaments
- Felicitas Boeselager, (* 1988), Deutschlandradio-Korrespondentin Nordrhein-Westfalen[3]

## Dokumentation
- Der Freiherr von Boeselager plant die Zukunft in der Reihe Adelsdynastien in NRW (WDR Fernsehen), 2013[4]